# New York Film Critics Circle Awards 2016
82. ročník předávání cen New York Film Critics Circle se konal dne 3. ledna 2017. Vítězové byly oznámeni 1. prosince 2016.

## Vítězové a nominovaní

### Nejlepší film
- La La Land

### Nejlepší režisér
- Barry Jenkins – Moonlight

### Nejlepší scénář
- Kenneth Lonergan – Místo u moře

### Nejlepší herec v hlavní roli
- Casey Affleck – Místo u moře

### Nejlepší herečka v hlavní roli
- Isabelle Huppert – Elle a Začít znovu

### Nejlepší herec ve vedlejší roli
- Mahershala Ali – Moonlight

### Nejlepší herečka ve vedlejší roli
- Michelle Williamsová – Jisté ženy a Místo u moře

### Nejlepší dokument
- O.J.: Made in America

### Nejlepší cizojazyčný film
- Toni Erdmann • Německo

### Nejlepší animovaný film
- Zootropolis: Město zvířat

### Nejlepší kamera
- James Laxton – Moonlight

### Nejlepší první film
- Kelly Fremon Craig – Hořkých sedmnáct (remíza)
- Trey Edward Shults – Krisha (remíza)

### Speciální ocenění
- Julie Dash
- Thelma Schoonmaker